# Alexandre Pires (álbum)
Alexandre Pires es el título del álbum debut de estudio homónimo en solitario grabado por el cantautor brasileño Alexandre Pires. Fue lanzado al mercado de dicho país bajo el sello discográfico BMG U.S. Latin el 3 de julio de 2001.
Como una prioridad BMG U.S. Latin, el álbum fue su álbum debut homónimo lanzado al mercado el 11 de septiembre de 2001 también en español. En la edición original en castellano, el álbum fue lanzado en más de 25 países de habla española, incluyendo la comunidad latina residente en los Estados Unidos. El buque insignia del álbum fue la balada romántica "Usted se me llevó la vida". La versión brasileña es lo titulada "É Por Amor". El álbum alcanzó el puesto # 3 en el Top álbumes latinos de Billboard y se mantuvo en las listas durante 57 semanas.
La cadena de televisión mexicana TV Azteca utilizó el tema Usted se me llevó la vida para la entrada de su telenovela Lo que es el amor (2001-2002), protagonizada por Claudia Ramírez y Leonardo García.

## Personal
- Alexandre Pires - Vocals, Guitarra
- Edwin Bonilla - Percusión
- Tony Concepcion - Trompeta
- Chris Gehringer - Ingeniero
- Nicky Orta - Bajo Fretless
- Wendy Pederson - Coros
- Rafael Sanchez - Arreglador
- Dana Teboe - Trombón
- Randy Singer - Armónica
- Raúl Midón - Coros
- Joel Numa - Ingeniero
- Kiko Cibrian - Arreglador, Programación
- Valério Do Carmo - Diseño gráfico
- Donato Poveda - Arreglador, Programación
- Leo Quintero - Guitarra
- Lena Pérez - Coros
- Pedro Alfonso - Violín
- Andres Bermudez - Ingeniero
- Chico Audi - Fotografía
- Mike Fuller - Mastering
- Lee Levin - Batería
- Fernando Muscolo - Teclados, Programación
- Marcello Azevedo - Guitarra (Acústica), Bajo, Arreglador, Guitarra (Eléctrica), Programación
- Frank T. Wilson - Batería
- Jorge Calandrelli - Arreglos de cuerda
- Ed Calle - Saxofón
- Randy Cantor - Programación del teclado
- Julio Hernandez - Bajo
- Manny Lopez - Guitarra, Arreglista
- Jimmy Johnson - Bajo

## Lista de canciones

### Edición enespañolparaHispanoamérica,Estados UnidosyEspaña
| Alexandre Pires |                                                         |                                           |          |  |
| N.º             | Título                                                  | Escritor(es)                              | Duración |  |
| 1.              | «Usted se me llevó la vida»                             | Estéfano, Donato Póveda                   | 4:34     |  |
| 2.              | «Aquí nada es igual»                                    | Estéfano, Donato Póveda                   | 4:01     |  |
| 3.              | «Si tú me amaras»                                       | Claudia Brant, Kiko Cibrián               | 4:31     |  |
| 4.              | «Demasiado fuerte»                                      | Estéfano                                  | 3:33     |  |
| 5.              | «Necesidad»                                             | Estéfano                                  | 5:43     |  |
| 6.              | «Es por amor»                                           | Estéfano, Donato Póveda                   | 4:54     |  |
| 7.              | «Cómo una ola en el mar» (Como uma Onda (Zen-Surfismo)) | Nelson Motta, Lulú Santos                 | 4:10     |  |
| 8.              | «Qué llueve Pa'Rriba»                                   | Estéfano                                  | 4:24     |  |
| 9.              | «Ni un poquito de piedad»                               | Estéfano, Pedro Ferreira, Alexandre Pires | 4:35     |  |
| 10.             | «Abandono (Abandono)»                                   | Júlio Borges, Alexandre Lucas             | 4:40     |  |
| 11.             | «Amor de mujer»                                         | Estéfano, Donato Póveda                   | 3:29     |  |
| 48:32           |                                                         |                                           |          |  |

### Edición brasileña
| É Por Amor |                             |                                           |          |  |
| N.º        | Título                      | Escritor(es)                              | Duración |  |
| 1.         | «Você Roubou a Minha Vida»  | Estéfano, Donato Póveda                   | 4:36     |  |
| 2.         | «Sem Teu Amor Nada é Igual» | Estéfano, Donato Póveda                   | 4:04     |  |
| 3.         | «Se Ela me Amasse»          | Claudia Brant, Kiko Cibrián               | 4:31     |  |
| 4.         | «Foi Demais»                | Estéfano, Raúl del Sol                    | 3:35     |  |
| 5.         | «Necessidades»              | Estéfano                                  | 5:43     |  |
| 6.         | «É Por Amor»                | Estéfano, Donato Póveda                   | 4:55     |  |
| 7.         | «Se Chover Pra Cima»        | Estéfano                                  | 4:19     |  |
| 8.         | «Longe de Você»             | Estéfano, Pedro Ferreira, Alexandre Pires | 4:37     |  |
| 9.         | «Amor de Mulher»            | Estéfano, Donato Póveda                   | 3:35     |  |
| 10.        | «Dois Loucos Enamorados»    | Estéfano, Donato Póveda                   | 4:49     |  |
| 11.        | «Usted se me llevó la vida» | Estéfano, Donato Póveda                   | 4:34     |  |
| 12.        | «Abandono»                  | Estéfano, Alexandre Lucas                 | 4:41     |  |
| 53:55      |                             |                                           |          |  |

## Singles
- El primer single «Usted se me llevó vida» fue publicado el 11 de junio de 2001 y se convirtió en un éxito en las radios, alcanzando el puesto # 1 en el Billboard Latin Pop Songs y # 2 en canciones de Pop Latino.[3]

- El segundo single «Necesidad» fue publicado el 3 de diciembre de 2001 y también fue un éxito en las radios, alcanzando el puesto # 1 en el Billboard Latin Pop Songs y # 1 Pop Latino Songs.[4]

- El tercer single, «Es por amor» fue publicado el 20 de mayo de 2002 y se convirtió en un buen golpe, alcanzando el puesto # 8 en el Billboard Latin Pop Songs y # 4 Latin Pop Songs.[5]

## Sencillos promocionales
- El primer single promocional, «Aquí nada es igual» fue publicado el 11 de febrero de 2002.

- El segundo y penúltimo single promocional, «Si tú me amaras» fue publicado el 15 de abril de 2002.

- El tercero y último single promocional, «Amor de mujer» fue publicado el 1 de julio de 2002.